# Cophocerotis
Cophocerotis is een geslacht van vlinders van de familie spanners (Geometridae), uit de onderfamilie Larentiinae.

## Soorten
- C. cinerea Warren, 1907
- C. costinotata Warren, 1905
- C. ebria Warren, 1904
- C. elongata (Thierry-Mieg, 1904)
- C. fallax Bastelberger, 1908
- C. inconjuncta Dognin, 1923
- C. jaspeata Dognin, 1893
- C. mirifica Thunberg, 1904
- C. sobria Warren, 1901
- C. subinquinata Dognin, 1913
- C. submuscosa Warren, 1904